# 植木的法則 PLUS
《植木的法則 PLUS》是福地翼創作的日本漫畫，是植木的法則的第二部。單行本全五卷。

## 劇情簡介
在植木的法則結束兩年之後，世界上的人喪失了與重要之人的有關記憶，植木耕助為奪回人界間人類的記憶、與神秘羊型生物鄔爾一同前往繁華界所發生的故事。
雖然是續作，但前作的角色除了主角之外幾乎沒有登場，讀者即使沒有看過前作也不影響對故事的理解。由於連載期間有一段長達一年的休載，使得這部作品在恢復連載後人氣低迷，結尾也相對草率。

## 人物介紹

### 名柄乾洗店
植木耕助
天界人，在上屆新任天界神决定戰中耗盡了天界力，因此未能使用神器。為奪回人界間人類的記憶，而與鄔爾一同前往繁華界，現效力於選考會參選商店之一——名柄乾洗店。很容易受騙，因此常常買了一些不管用的東西，最後為了連接三界與繁華界而自願留在百萬邊界一百年（相較於人間界一年）。
- 職能力：把「抓住」（摑）加諸於「拖把」的能力

限定條件：對看不見的對象無法起作用
羽志
17歳，美莉的兄長，擅長搏擊，怪力，能舉起三噸重的洗衣機，對動物很有研究。父母早逝，欠下的債項由兄妹倆償還，因此曾當過追債者一段子，償清債後，加入名柄乾洗店。妹控一名，對欺負他妹妹的人絕不留情，能由洗衣機發射出水導彈。
- 職能力：把「擊」（擊）加諸於「洗衣機」的能力

限定條件：有使用次數限制
索拉
14歳，名柄乾洗店隊中唯一的女生，超愛吃漢堡。在孤兒院中居住，間中會到乾洗店與美莉遊玩，因此招到羽志的嫉妒。年紀雖小，不過很聰明，可讓各種東西加倍（變成二人的『雙人索拉』、身高變高的『巨人索拉』還有速度倍增的『超人索拉』，跳躍力更強的『高跳索拉』、加強硬度的『堅硬索拉』）。
- 職能力：把「雙倍」（倍）加諸於「漢堡」的能力

名柄
22歳，名柄乾洗店的店長，雖然如此，卻是個洗衣機白痴。隱藏裏強大實力，所以被其它選考會的參賽隊伍視為眼中釘。為了幫助植木和為了阻止普拉斯的野心而以名柄乾洗店的名義參賽，不過自己只是作為另外三位的監護者，最後為了治癒瀕死的植木、羽志及索拉因而超過了身體所能負荷的量而成假死狀態，其後有幫忙植木打倒普拉斯。
- 職能力：把「冶療」（癒）加諸於「沙漏」的能力

限定條件：無法「消除」身上的傷，而是將傷分為小部份，用沙漏吸收傷勢瘥轉變為一點一滴來「承受」並「化解」，能吸納的量也有上限，當超過負荷，就會危及使用者的生命，甚至死。

### 鐵克林金融公司
銀造
鐵克林金融公司的社長，植木來到繁華界遇到的職能力者，輕鬆的打敗植木，似乎相當敬畏名柄。
- 職能力：把「歸還」（返）加諸於「借據」的能力

西羅
追債員，植木職能力覺醒後的第一個犧牲者，認為錢是萬能。
- 職能力：把「黏貼」（貼）加諸於「現金」的能力

限定條件：不能離開發動能力的地點半步
赤場
追債員，能舉起一噸重的金庫。
- 半職能力：召喚金庫

### 漆黑美髮沙龍店
尼克羅曼
漆黑髮型屋的店長兼髮型設計師，28歳，大笑的時候會用手着下巴，因為下巴常常會脫臼。夢想是讓所有人都知道「漆黑美髮沙龍店」。
- 職能力：把「旋風」（渦）加諸於「吹風機」的能力

多莉多
洗髮員，20歳，至始至終都沒把百克當夥伴看待，只說是暫時接納他，這讓羽志非常火大，可以自由啟動或停止泡泡的彈力，切換的開關就是髮髻。
- 職能力：把「跳躍」（跳）加諸於「洗髮精」的能力

龐巴
燙髮員，19歳，雖是燙髮員，不過上衣卻寫着「剪髮」二字，好好先生，不過一旦改變表情，就會變成滿口髒話、個性極差的「極惡龐巴」。
- 職能力：把「壞蛋」（惡）加諸於「表情」的能力

百克
整髮員，16歳，認為同伴只是相互利用而已，曾為了獲勝不惜令同伴跌下山谷，後來被植木為同伴跳下懸崖的舉動震撼到，而後將小羊分解塊還給植木並把自己的給予植木，後來也開始重視夥伴，在過去，曾和人組過搞笑相聲，因為從原本的吐槽換到耍白痴後，被夥伴不小心打傷，後來無法忍受夥伴馬上又找了新同伴，並在外界出了道，認為至始至終夥伴都在利用他，想對夥伴報復，這是他想去外界以及無法信任夥伴的原因。
- 職能力：把「堅硬」（固）加諸於「髮蠟」的能力

限定條件：能變硬的地方只有頭髮，不過其硬度讓任何礦物都望塵莫及

### 帕米多羅餐廳
莫尼大廚
店長，喝下牛奶後，就能變身成以骨質密度100％自豪的「硬骨大廚」，即使被卡車輾過也不痛不癢。
- 職能力：把「密實」（密）加諸於「牛奶」的能力

畢諾
- 職能力：把「變大」（膨）加諸於「叉子」的能力

托爾切
- 職能力：把「煙塵」（煙）加諸於「麵粉」的能力

奧姆萊特
義大利麵是可承受300公斤以上的超強力麵纜。
- 職能力：把「緊縛」（縛）加諸於「義大利麵」的能力

### 雉丸和服店
某職能力者
- 將「浮起」（浮）加諸於「扇子」的能力

### 稚端診所
護士
- 將「逆轉」（逆）加諸於「繃帶」的能力

### 醜女人化妝品
米茲爾
業務員，好像是因為原本臉較嚴肅，為了迎合顧客而戴上面具，一直針對羽志，由於侮辱了羽志的妹妹，而被羽志一拳ＫＯ。
- 職能力：把「步行」（步）加諸於「皮鞋」的能力

### 快樂企業
普拉斯
名柄的哥哥，『快樂企業』的總帥，搶奪人間界的記憶是為了能主宰天界、人間界、地獄界及繁華界，因為從小就沒有人關愛他過，森愛是第一個關心他的人，因此對森愛相當重視。
- 職能力：把「超獸領域」（獸）加諸於「胸針」的能力

奇羅爾
自稱為星星王子，屬於『快樂企業』的糕點製作部，不能容許有人比他閃耀，及高高在上的看著他，能將物體部份抽出，亦能嵌回去。
- 職能力：把「脫落」（抽）加諸於「木槌」的能力

限定條件：被槌落的物體只要再搥打一次就能恢復原狀
史派克
吹完哨子的數秒間能向列車一樣快速移動。
- 職能力：把「速度」（速）加諸於「哨子」的能力

第二階段：ＳＬ模式，能讓速度變的更快→史派克模式，速度提升至最大值
丹尼爾·索依索司
厨師，令碰到的東西安裝上「鰹魚導彈」，可連鎖引爆。
- 職能力：把「爆炸」（爆）加諸於「柴魚」的能力

限定條件：要飛離使用者30公尺後才會爆炸
氨基諾
快樂企業四把刀之一，化妝品部門　總經理，一出現隨即就被秒了。
三毛獅
快樂企業四把刀之一，動物部門　總經理，一出現隨即就被秒了。
弱音西摩
快樂企業四把刀之一，音樂部門　總經理，一出現隨即就被秒了。
鈕歌
快樂企業四把刀之一，遊戲部門　總經理，一出現隨即就被秒了。
某職能力者
第一話出現，為了搶奪人間界的三次元記憶而來到人間界，後又為了取回鄔爾和植木大打出手並敗北。
- 將「彈開」（彈）加諸於「粉茟」的能力

限定條件：只有首尾兩端能彈開物體，只要往邊側攻擊或抵擋就不會有事

### 貓貓軒拉麵店
老闆
- 職能力：把「滑溜」（滑）加諸於「湯汁」的能力

### 選考會相關
魯恰
區長，19歲，被他分解的人會覺得不痛不癢，甚至連肩膀酸痛都不見了，通體舒暢!?
- 職能力：把「分解」（分）加諸於「夾子」的能力

區長的秘書
- 職能力：把「飛行」（飛）加諸於「水槍」的能力

大衛
藝術家，25歲，去年選考會第三名隊伍的隊長，也將名柄視為眼中釘，夢想是完成「終極壁畫」，並跨越繁華外壁，讓每個人都能認識他的藝術。
- 職能力：把「消失」（消）加諸於「石灰」的能力

限定條件：對黏在地上的東西無法消失，效力時間三分鐘

### 其他
鄔爾
來自繁華界的「羊」，不過稱自己為犬。有雙重人格：當有鬢毛時，會說人語，有着大叔的態度；沒有鬢毛時，只會發出「汪」的叫聲。皮毛能夠抵受很高的衝擊力，蹄也具有相當高的硬度，原是保存於百萬邊界，被普拉斯帶了出去，發現其是從人類腦中取出「與重要之人的相關記憶」的道具，其本來面貌是隻大羊，和植木拖把的柄連接後才能恢復原貌，回復後，植木仍能使用把「抓住」（摑）加諸於「拖把」的能力（羊毛會伸長）。
美莉
羽志的妹妹，因兄長的緣故亦十分喜愛小動物。
森愛
普通人類。上一屆新天界神决定戰中的參賽者。經歷了長久的戰鬥後，變得不愛依賴他人，後來也來到了繁華界，並被普拉斯利用。
森莫喬治
百克過去搞笑相聲的搭檔，百克一直想報仇的對象，在外界大有名聲。
漢堡包小偷
賣花的小男孩

## 名詞
職能力
所謂的職能力，就是對某項特定道具，增加特殊效果的能力，具體來說，就是將Ａ加諸於Ｂ的能力（Ａ指的是一種效果，Ｂ是指道具）。
半職能力
只擁有道具紋，而未擁有效果紋的能力者，在繁華界舉凡有職業的人都可擁有能力，但有99％是半職能力。
- 空紋

所謂的空紋，是指還沒有放入道具的紋路。
- 道具紋

就是指能收藏道具的紋路，而道具紋會顯示在能力者的右手。
- 效果紋

就是將能力加諸於道具的紋路，而效果紋會顯示在能力者的左手。當想用那道具完成某事的意志，藉由那強烈的意志而覺醒，不過這種案例只有百萬分之一。
茂綠徽章
有了這個，就能自由進出繁華界任何地方，通過選考會方能擁有。
快樂戰鬥服
集快樂企業科學力之精粹所打造的，有超凡的力量，搭載了999種武器與機能。
- 機能一：超加速
- 機能二：ＢＢ袖劍
- 機能三：鐵棒機槍
- 機能四：天織蜘網
- 機能五：四隻手
- 機能六：氣流防護盾
- 機能七：遁地鑽頭

植木的拖靶
拖把柄原是被保管在百萬邊界，其後普拉斯帶了出去，並研究使用方法，發現沒用後便交給了名柄，名柄將其改造成拖靶，是鄔爾背後回復原樣開關的鑰匙。
繁華界
- 區域
- 繁華外壁

將各城鎮區隔開來，非常的高，因其上有高壓電流通過，攀爬過去是絕行不通的。通過的唯一方法就是在選考會中取得資格。
- 選考會

一年舉辦一次，取得前往繁華外壁外圍的「資格測驗」，只有在各區所舉辦的選考會中取得資格才可前往。
- 斯密雷昂森林

植木等人進行生存賽的地方，好像在區域前端的禁止進入地帶裡。
- 奧斯提歐姆

繁華界最邊境之地。
- 百萬邊界

繁華界獸
出沒於外界
- 莫古鼴鼠
- 休休變色龍

和袋鼠一樣，都是屬於有袋類的「繁華界獸」，身上有個能裝下一個人的袋子，只要將傷患裝進袋裡，就能治癒傷口，可說是繁華界獸中，母性本能最強的，因而又被稱作「休息站」，呼喚它的信號似乎是彈指，會改變身體顏色和週遭環境融為一體，很難被發現，會跳『休休變色龍之舞』給喜歡的人，除非傷患全部復原，否則是不會放傷患出來的。
三界
- 天界
- 地獄界
- 人間界

## 出版書籍
| 卷數 | 小學館         | 小學館                 | 青文出版社     | 青文出版社             |
| 卷數 | 發售日期       | ISBN                   | 發售日期       | ISBN                   |
| ---- | -------------- | ---------------------- | -------------- | ---------------------- |
| 1    | 2005年8月8日   | ISBN 4-09-127037-9     | 2005年12月20日 | ISBN 986-15-6438-1     |
| 2    | 2005年11月18日 | ISBN 4-09-127038-7     | 2006年2月20日  | ISBN 986-15-6486-1     |
| 3    | 2007年1月18日  | ISBN 978-4-09-120877-4 | 2007年3月15日  | ISBN 978-986-15-6850-8 |
| 4    | 2007年6月18日  | ISBN 978-4-09-121080-7 | 2007年9月22日  | ISBN 978-986-20-9076-3 |
| 5    | 2007年9月18日  | ISBN 978-4-09-121189-7 | 2007年11月1日  | ISBN 978-986-83-5143-1 |

## 外部連結
- 少年サンデー内公式サイト